# Bisdom Oslo (Kerk van Noorwegen)

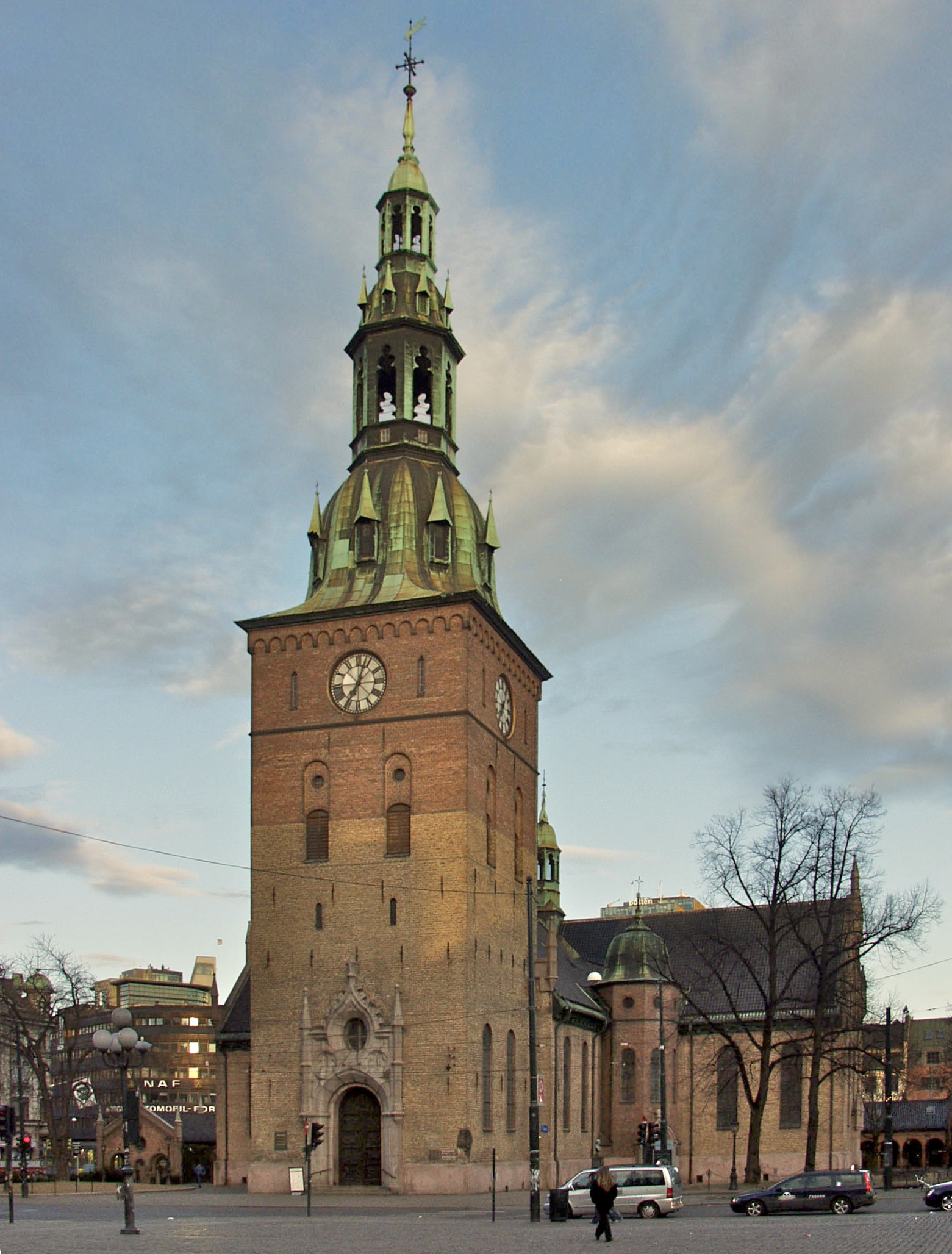
Dom van Oslo

Het bisdom Oslo is een bisdom in de Kerk van Noorwegen. De geschiedenis van het bisdom gaat terug tot 1070 toen een katholiek bisdom werd opgericht dat in 1541 overging naar de Noorse kerk. Kathedraal van het bisdom is de Dom van Oslo.
Het bisdom omvat de stad Oslo en de randgemeenten Bærum en Asker in Akershus. Onder het bisdom vallen negen prosti. Zeven daarvan zijn gewone in en om Oslo. Daarnaast vallen onder het bisdom een prosti speciaal voor de gemeenten voor doven en een militair decanaat. Bisschop van Oslo is sinds 2017 Kari Veiteberg als opvolger van Ole Christian Mælen Kvarme.